# Japanagromyza centrosematifolii
Japanagromyza centrosematifolii este o specie de muște din genul Japanagromyza, familia Agromyzidae, descrisă de Etienne și Martinez în anul 2002. Conform Catalogue of Life specia Japanagromyza centrosematifolii nu are subspecii cunoscute.